# Flexiviridae
Flexiviridae es va classificar com una nova família de virus en la classificació del 2004 però a partir del 2009 s'ha repartit entre tres noves famílies Alphaflexiviridae, Betaflexiviridae i Gammaflexiviridae. I dins un nou ordre anomenat Tymovirales amb l'antiga família Tymoviridae segons acord del Comité Internacional de Taxonomia de virus basant-se en anàlisis de la filogènia molecular de proteïnes.
Aquests virus infecten algunes plantes i pertanyen als tipus de virus d'ARN monocatenari + dins el grup IV de la Classificació de Baltimore.
Alguns es transmeten mecànicament i altres necessiten vectors epidemiològics.